# Eric Voegelin
Eric Voegelin (rojen Erich Hermann Wilhelm Vögelin), nemško ameriški politolog, * 3. januar 1901, Köln, Nemčija, † 19. januar 1985, Stanfrod, Kalifornija, ZDA. Proučil je vse, kar je strokovna literatura ponujala o redu, predstavništvu in filozofiji zgodovine, z namenom vzpostaviti celovito teorijo politične znanosti. V svojih delih je predvsem teoretično proučeval gnosticizem (v družboslovni znanosti gre za pozitivizem), kot podlago za nacizem in komunizem. Njegova dela so požela tako velik uspeh, kot tudi kritiko.

## Življenje
Eric Voegelin se je rodil v Kölnu 3. januarja leta 1901. S starši se je leta 1910 preselil na Dunaj, kjer je na Dunajski univerzi študiral politologijo in doktoriral leta 1922. Podoktorski študij je opravljal v Združenih državah Amerike od leta 1924 do 1926 in v Parizu. Med leti 1929 in 1938 je na Univerzi na Dunaju poučeval politično teorijo in sociologijo.  V tem obdobju se je nagnil k avtoritarnemu konzervativizmu. Objavil je dve knjigi, ki sta analizirali rasizem in knjigo o avtoritarizmu v Avstriji. Po združitvi Avstrije z nemškim rajhom so Voegelina odpustili iz službe. Z ženo Lissy je pobegnil pred Gestapom v Švico in od tam emigriral v Združene države Amerike. Državljan ZDA je postal leta 1944. Poučeval je na Univerzi Harvard , na Bennington Collegeu v Vermontu, na Univerzi Alabame in na Državni univerzi v Louisiani. V času, ki ga je preživel v Ameriki je napisal prve tri dele zbirke Red in zgodovina (Order and History) in delo Nova politična znanost (The New Science of Politics). Leta 1958 se je Voegelin vrnil v Evropo in v Münchnu na univerzi prevzel katedro Maxa Webra. V Münchnu je ustanovil Institut za politologijo in se nato vrnil v Ameriko kjer se je pridružil Univerzi Stanford in Hoover Institutu za vojno, revolucijo in mir.  Po upokojitvi z univerze je delo nadaljeval do smrti 19. januarja 1985.

## Dela in teorije
V poznejšem življenju je Voegelin sodeloval pri obračunu z endemičnim političnim nasiljem dvajsetega stoletja v prizadevanjih, ki so jih pogosto imenovali filozofija politike, zgodovine ali zavesti. Vogelin je "krivil napačno utopično razlago krščanstva, da je sprožil totalitarna gibanja, kot sta nacizem in komunizem."  Izognil se je vsem ideološkim oznakam, ki so jih bralci in privrženci poskušali vsiliti njegovemu delu. Objavil je številne knjige, eseje in kritike. Zgodnje delo je bilo Politične religije (Die politischen Religionen, 1938) o totalitarnih ideologijah kot političnih religijah. Napisal je več zvezkov (v angleščini) z naslovom Red in zgodovina (Order and History), ki so začeli izhajati leta 1956. Njegova predavanja Charlesa Walgreena iz leta 1951 objavljena kot Novi politični znanosti (The New Science of Politics), ki so včasih obravnavana kot uvod v ostala njegova dela, ostajajo njegovo najbolj znano delo. Veliko njegovih rokopisov je  ostalo še neobjavljenih, vključno z zgodovino političnih idej, ki je do takrat izšla v osmih zvezkih. 
Prvi trije zvezki z naslovi Izrael in Razodetje, Svet Polisa ter Platon in Aristotel, objavljeni v letih 1956 in 1957, so bili osredotočeni na red v starodavnem Bližnjem vzhodu in Grčiji. Voegelin je nato naletel na težave, ki so upočasnile nadaljnje objave. To je skupaj z njegovimi univerzitetnimi upravnimi nalogami in delom, povezano z novim inštitutom, pomenilo, da je sedemnajst let ločilo četrti zvezek od tretjega. Eno glavnih vidikov Voegelina v njegovem kasnejšem delu je, da naša izkušnja transcendence (transcendenca = preseganje spoznavnega sveta) izraža občutek urejenosti. Čeprav transcendence ni mogoče nikoli v celoti opredeliti ali opisati, se lahko prenese v simbole. Poseben občutek transcendentnega reda služi kot osnova za določen politični red. Voegelina bolj zanimajo ontološka vprašanja, ki izhajajo iz teh izkušenj, kot epistemološka, kako vemo, da je vizija reda resnična ali ne. Za Voegelina je bistvo resnice zaupanje. Vsa filozofija se začne z izkušnjo božanskega. Ker Boga doživljamo kot dobrega, je človek lahko prepričan, da je resničnost znana. Kot bi dejal Descartes: "Bog ni prevarant." Glede na možnost znanja, Voegelin meni, da obstajata dva načina: intencionalnost  (to pomeni usmerjenost, naravnanost zavesti k predmetu spoznavanja)  in luminoznost. V zadnjo kategorijo sodijo vizije reda. Resničnost vsake vizije potrjuje njena ortodoksnost, kar Voegelin v šali imenuje njeno pomanjkanje izvirnosti. Voegelinovo delo ne ustreza nobeni standardni klasifikaciji, čeprav so nekateri njegovi bralci našli v njem podobnost s sodobnimi deli, na primer Ernst Cassirer, Martin Heidegger in Hans-Georg Gadamer. Voegelin pogosto izumlja izraze ali pa uporablja stare na nove načine.

### Voegelin in gnosticizem
V svoji Novi politični znanosti (The New Science of Politics) je Voegelin nasprotoval tistim, za kar je menil, da so gnostični vplivi v politiki neslišni. Gnozo je opredelil kot "domnevno neposredno, takojšnje spoznavanje ali videnje resnice brez potrebe po kritičnem premisleku; poseben dar duhovne in kognitivne elite." Gnosticizem je "vrsta mišljenja, ki zahteva absolutno kognitivno (kognitivnost = spoznavnost) obvladovanje resničnosti, lahko prevzame transcendentno ali pa imanentno obliko." V prvi poišče rešitev reda od zunaj v nadnaravnem (npr. poznoantični gnosticizem), v drugem od znotraj (npr. marksizem).
Poleg klasičnih krščanskih piscev proti krivoverstvu so bili njegovi viri o gnosticizmu drugotnega pomena, saj besedila rokopisov iz Nag Hammadija še niso bila dostopna strokovni javnosti. Voegelin je zaznal podobnost med starodavnim gnosticizmom in modernističnimi političnimi teorijami, zlasti komunizmom in nacizmom. Koren gnostičnega impulza je opredelil kot odtujenost, torej občutek odklopa od družbe in prepričanje, da je to pomanjkanje posledica lastne motnje ali celo zla sveta. Ta odtujitev ima dva učinka: prvo je prepričanje, da lahko motnjo sveta presežemo z izjemnim uvidom, učenjem ali znanjem, ki ga Voegelin imenuje gnostična špekulacija. Drugi pa je želja po izvajanju in oblikovanju politike za uresničitev špekulacij. V dveh primerih, ki jih Voegelin posebej analizira, totalitarni impulz izhaja iz odtujenosti posameznikov od preostale družbe. To vodi do želje po prevladi (libido dominandi), ki ima svoje korenine ne samo v prepričanju gnostika o nujnosti svojega vida, temveč tudi v pomanjkanju soglasja z velikim telesom njegove družbe. Posledično je zelo malo upoštevanja dobrega počutja tistih, ki jih ogroža nastala politika, ki sega od prisilne do grozne.
Ker je Voegelin koncept gnoze uporabil za marksizem, komunizem, nacionalsocializem, progresivizem, liberalizem in humanizem, kritiki opozarjajo, da Voegelinovemu konceptu gnoze manjka teoretične natančnosti. Zato lahko - glede na to kritiko - komajda služi kot znanstvena podlaga za analizo političnih gibanj.

### Dela v slovenščini
V slovenščino je prevedeno le njegovo delo Nova politična znanost.